# Гінерія
Гінерія (лат. Hyneria — «З Хайнера») — вимерлий рід  кистеперих риб, що жив в  девонському періоді, 378–360 млн років тому. Рештки було знайдено в  США в 1968 р.

## Опис
Довжина гінерії становила від 4 до 5 м, а маса — близько 2 тонн. Маючи сильні  щелепи, ця риба була небезпечним  хижаком. Її здобиччю могли стати примітивні акули і деякі з ранніх  амфібій, наприклад, гінерпетон (Hynerpeton bassetti). У гінерії були м'язисті плавники, і, як і всі кистепері, вона могла вилазити на сушу в гонитві за здобиччю.
Гінерія — не тільки одна з найбільших кистеперих, ця риба є також одним з найбільших і небезпечних девонських хижаків. Більшими на той час були лише деякі панцирні риби. Але останні мешкали, в основному, в океані, а гінерія, подібно до багатьох кистеперих, патрулювала  прісні водойми.
Серед усіх відомих кистеперих риб гінерія займає друге місце після ще більшого різода («Rhizodus hibberti»), який був найбільшим хижаком  кам'яновугільного періоду довжиною 6-7 м.

## У масовій культурі
Гінерія стала особливо популярною після того, як вийшов серіал  BBC « Прогулянки з монстрами», в якому гінерія показана головним прісноводним хижаком девонського періоду. У фільмі її здобиччю стає спочатку акула стетакант (Stethacanthus), а пізніше гінерія подібно до косатки з люттю атакує велику амфібію гінерпетона (Hynerpeton).

## Ресурси Інтернету
- Hyneria lindae [Архівовано 11 травня 2008 у Wayback Machine.]
- «New data on Hyneria Lindae from the late devonian of Pennsylvania, USA», Е. Daeschler, JPV 27(3), September 2007
- «A new Devonian fish (Crossopterygii: Rhipidistia) considered in relation to the origin of the Amphibia.», Keith Stewart Thomson, Postilla 124, 1-13, 1968